# Gynaeseius christinae
Gynaeseius christinae är en spindeldjursart som först beskrevs av Schicha 1981.  Gynaeseius christinae ingår i släktet Gynaeseius och familjen Phytoseiidae. Inga underarter finns listade i Catalogue of Life.